# Epifisiólise

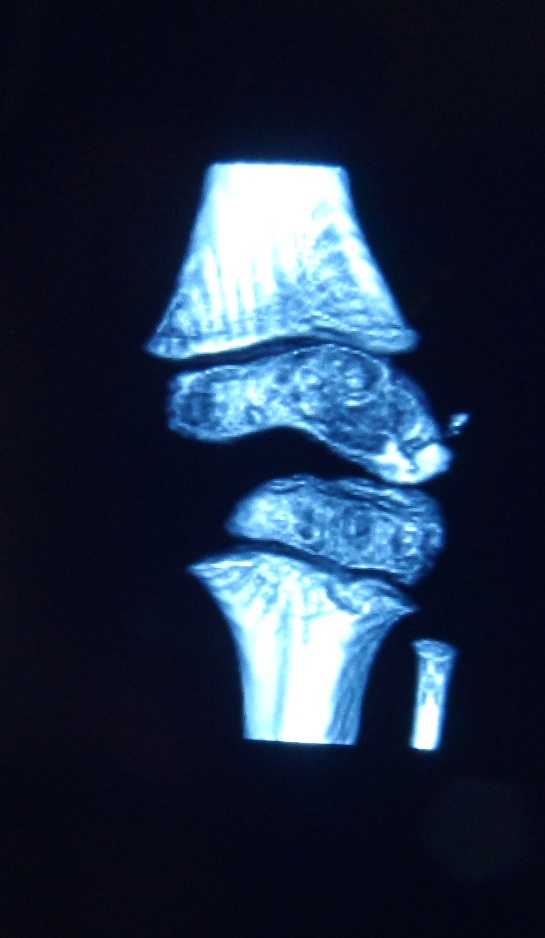
Ruptura das epífises do fêmur distal e da tíbia proximal (joelho)

Epifisiólise (do grego antigo epiphisys, epífise e -lysis deslocamento) é uma fratura da cartilagem de crescimento (fise) causando separação da cabeça de um osso largo como o úmero, radio, fêmur ou tíbia. Pode ser parcial ou completa. A cartilagem de crescimento é uma parte do osso vulnerável a fraturas. Seu compromisso pode causar deformação e um crescimento assimétrico. Quanto mais jovem, maior a cartilagem de crescimento. As epifisiólises são mais comuns em meninos e entre os 10 e 16 anos. Essa cartilagem se transforma progressivamente em osso até desaparecer por volta dos 18 anos de idade.

## Causas
A necrose da cabeça do fêmur em crianças que causa epifisiólise femoral proximal é conhecida também como Doença de Legg-Calve-Perthes ou Enfermidade de Perthes. A nutrição insuficiente causa um infarto da cabeça femoral no quadril. É uma afecção patológica do quadril imaturo causada por necrose da epífise óssea da cabeça femoral.
As possíveis causas de ruptura da fise incluem:
- Trauma;
- Inflamação;
- Nutrição inadequada (principalmente deficiência de vitamina D e cálcio);
- Fatores genéticos ou congênitos;
- Desequilíbrio endócrino como hipotiroidismo ou hipopituitarismo.

Apesar de ter causa desconhecida, a teoria mais popular é a deficiência da irrigação arterial da epífise, com múltiplos episódios de infarto.
Outras causas possíveis da epifisiólise são:
- Estresse (exercício excessivo e prolongado);
- Alta ingestão de aminonitritos
- Radioterapia
- Osteodistrofia renal
- Mielomeningocele

## Epidemiologia
É mais comum no sexo masculino e na adolescência. Após os 18 anos a cartilagem de crescimento se transforma em osso. A epifisiólise é rara em crianças menores de 9 anos.

## Doença de Legg-Calve-Perthes
Causa necrose da cabeça femoral, onde a circulação da cabeça do fémur, os vasos nutridores e periósteo do corpo femoral estendem-se até a altura da região trocantérica e a parte inferior do colo, mas não contribuem para a irrigação da cabeça do osso.
A cabeça femoral tem a sua irrigação de duas fontes: os vasos capsulares e os vasos do ligamento redondo.
Os vasos da cápsula penetram no osso através de orifícios situados ao nível da inserção capsular, complementando o seu curso no interior do osso, ou percorrem a superfície do colo no ligamento que se reflecte, da face profunda da cápsula e finalmente penetram no osso, na região sub-capsular estes vasos suprem a parte superior do colo do fémur e grande parte da cabeça femoral.
Os vasos do ligamento redondo são bem definidos nas crianças e, habitualmente permanecem nítidas, durante a idade adulta eles nutrem uma área óssea e cartilagínea, podendo ser rompidos por ocasião de uma uma luxação traumática do quadril ou ainda podem ser usados por movimentos de rotação forçada ou manipulação da articulação as quais distendem o ligamento redondo sobre a borda do acetábulo. A cabeça do fémur é irrigada por vasos que provem da cápsula. Se estes forem lesados por uma luxação traumática, por uma fratura alta do colo, ou por um deslocamento epifisário sobreviverá a necrose.
Nas crianças esta complicação pode ser reconhecida nas primeiras semanas, pela densidade relativa da epífise femoral superior, a qual não sofre descalcificação por desuso. As alterações subsequentes são as que observam de um modo característico na Doença de Perthes. A proporção que se instala a revascularização e aparecem ilhotas de descalcificação a epífise adquire uma aparência de fragmentação. Só se permite a marcha, osso muito frágil despedaça-se a cabeça do fémur.

## Epifisiólise femoral proximal

### Classificação clínica
- Epifisiólise aguda - A criança apresenta-se com quadro radiológico positivo. A instalação é súbita, geralmente associada a episódio de queda ou trauma e há dor importante no quadril, cuja sintomatologia tem menos de três semanas de duração.

- Epifisiólise crônica - A criança apresenta-se com quadro radiológico positivo, inclusive já exibindo certo grau de remodelação do colo femoral. Os sintomas têm mais de três semanas de duração, são moderados e usualmente associados a claudicação.

- Epifisiólise crônica agudizada - A criança apresenta-se com quadro radiológico positivo, inclusive mostrando mudanças no colo femoral que sugerem cronicidade. Os sintomas de dor moderada e claudicação têm duração maior que três semanas, contudo há um episódio agudo (trauma) de duração inferior que agrava sensivelmente os sintomas.

- Pré-epifisiólise - Radiologicamente há mudanças na fise e na metáfise (alargamento da fise, osteoporose, cistos metafisários, etc) contudo não há escorregamento epifisário. Os sintomas podem variar de discreta fraqueza no quadril e coxa, até dor. Deve-se procurar esta categoria especialmente em crianças com escorregamento contralateral ou sindrômicas.

- Epifisiólise traumática - É ocasionada por trauma de alta energia, não precedido de sintomas e cuja radiologia não evidencia sinais de cronicidade. Trata-se da fratura tipo I de Salter-Harris (deve ser desconsiderada no estudo da epifisiólise verdadeira).

### Tratamento
O objetivo do tratamento da epifisiólise femoral proximal é manter a cabeça femoral esférica e dentro do acetábulo até o término da fase de cicatrização, preservando os movimentos.
O tratamento essencial deve proteger a cabeça necrosada contra a compressão até que a revascularização e a regeneração sejam completas. O apoio precoce do peso é o pior tratamento, porque fratura o osso. O sub-condral rompe a superfície articular. Um aparelho em espica não apresenta valor particular e permite que o doente ande com ele, deixará de ter qualquer valor, mesmo a tala bifurcada ambulatória é ineficaz.
O paciente precisa ser mantido no leito e o membro deve ser tracionado. A tração deve ser contínua até que a revascularização seja completa e habitualmente prolonga-se de 18 meses a 2 anos. Durante os primeiross meses enquanto a articulação está irritada e há espasmo muscular e tendência a deformação por flexão e adução, o quadril é também imobilizado em abdução.
Nos primeiros 12 ou 18 meses, continua-se com a tração por meio de extensão com pesos, ligando o membro aos pés da cama levantando estes e encorajando os movimentos ativos do quadril. Quando o osso aparentemente denso, passa da fase de fragmentação à calcificação completamente uniforme abandona-se a tração. Nos próximos meses o paciente fará exercícios cada vez mais enérgicos, mas sem se apoiar sobre a perna e aumentando progressivamente a duração dos mesmos. Finalmente após 2 anos permite-se que o paciente se apóie sobre o membro sem proteção.

### Tratamento conservador ou cirúrgico
Conservador
- - Uso de muletas
  - Fisioterapia
  - Aparelho de abdução articulado
  - Medicamentos
  - Repouso

Para crianças sob observação devem ser evitadas atividades e exercícios de impacto nos quadris (saltar, correr, etc.). Elas podem levar uma vida escolar normal e participar em todas as outras atividades que não impliquem em suportar pesos excessivos.
Cirúrgico
- - Abaixamento do teto acetabular
  - Osteotomias varizantes Ou valgizantes

Os jovens se recuperam mais rápido que os adultos.

### Evolução a longo prazo
Depende da extensão é do envolvimento da cabeça femoral (quanto menor, o prognóstico é melhor) como também da idade da criança (o prognóstico é melhor se mais jovem que 6 anos). A duração do processo, da fragmentação à regeneração leva entre 12 e 18 meses. Em geral, o prognóstico a longo prazo é bom na maioria dos casos.

## Conclusão
Necrose asséptica da cabeça femoral é uma doença de degeneração do quadril onde a porção arredondada do maior osso da perna perde parte da sua irrigação sangüínea e morre. As deformidades na função articular podem ser causadas por uma história prévia de trauma ou não é válido lembrar que esse tipo de Doença de Perthes existem vários tipos de alternativas para retardar como o uso de anti-inflamatórios, fisioterapia e bengalas, até chegar ao ponto de cirurgia.